# Abraham Berge
Abraham Theodor Berge, född 20 augusti 1851 i Lyngdal, död 10 juli 1936, var en norsk politiker från Venstre och Frisinnede Venstre.
Berge var ursprungligen folkskollärare och invaldes 1897 av Venstre i Stortinget, där han med ett avbrott för 1894-98 hade säte fram till 1912. År 1909 anslöt han sig till den så kallade "Frisinnade vänstern". Berg var 1899-1901 generalsekreterare i Norges venstre forening, och var finansminister i regeringen Michelsen 1906–1908, kyrkominister i regeringen Løvland 1907–1908, finansminister i regeringen Konow 1910–1912 och i regeringen Bahr Halvorsen II 1923. 
Då Otto Bahr Halvorsen avled efter bara två månader som statsminister 1923, bildade Berge regeringen Berge samtidigt som han fortsatte som finansminister. Han var statsminister 1923-1924. Statsminister Berge och sex av hans statsråd ställdes 1926 inför riksrätt. Detta för att regeringen 1923 hade beviljat pengar för att stötta Den norske Handelsbank utan att informera Stortinget. Berge och statsråden blev 25 mars 1927 frikända.